# Hrabstwo Mille Lacs
Hrabstwo Mille Lacs (ang. Mille Lacs County) – hrabstwo w stanie Minnesota w Stanach Zjednoczonych. Obszar całkowity hrabstwa obejmuje powierzchnię 681,58 mil2 (1 765,30 km²). Według danych z 2010 r. liczyło 26 097 mieszkańców. Hrabstwo powstało 23 maja 1857 roku, a jego nazwa pochodzi od jeziora Mille Lacs.

## Sąsiednie hrabstwa
- Hrabstwo Aitkin (północ)
- Hrabstwo Kanabec (wschód)
- Hrabstwo Isanti (południowy wschód)
- Hrabstwo Sherburne (południe)
- Hrabstwo Benton (południowy zachód)
- Hrabstwo Morrison (zachód)
- Hrabstwo Crow Wing (północny zachód)

## Miasta i miejscowości
- Bock
- Foreston
- Isle
- Milaca
- Onamia
- Pease
- Princeton
- Wahkon
- Vineland (CDP)